# 昂林吞
昂林吞，少将军衔，缅甸国防部副部长，曾担任缅甸国防军联合参谋长。
他是国防学院第33期毕业生。2021年缅甸军事政变后，他于2021年5月11日出任国防部副部长。
2021年6月21日，欧盟指控他破坏民主和法治，他被认定为缅甸侵犯人权行为的责任人，并被列入制裁名单。除此之外，瑞士也于2021年7月1日对其实施制裁。
2024年3月底，因涉嫌参与缅甸电信网络诈骗被缅甸军政府调查。尽管军事委员会没有发布任何消息，但新闻媒体报道称，他被开除军籍，并被判处10年徒刑。